# 阿尼莎·羅斯娜
阿尼莎·羅斯娜·亞當（1994年11月6日—）是汶萊阿布杜·馬丁王子之妻。汶萊皇室在2023年10月宣布马丁王子和阿尼莎订婚的消息。2024年1月11日，阿尼莎在奧瑪阿里賽義夫汀蘇丹清真寺和马丁王子举行传统婚礼，慶祝活動將持續10天。

## 早年经历
阿尼莎在1994年11月6日在英国伦敦出生，是她父母的第二名孩子。她来自汶萊豪门家族，外祖父丕顯拿督依薩是蘇丹哈桑纳尔·博尔基亚的特别顾问及汶萊皇家航空的主席（1974-1984年）。她的父亲伊維察·亚当·卡萊比奇来自東南歐國家克罗地亚，并有1名长兄、各1名弟弟和妹妹。同时，她亦有4名同父异母的兄弟姐妹。童年在文莱的傑魯東國際學校（马丁王子也是该校校友）就读，2013至2017年期间在英国巴斯大学修读欧洲研究，副修法语和西班牙语并在法国交流过一个学期。